# Хроника Холодной войны (1981 год)
Хронология Холодной войны
- 1943
- 1944
- 1945
- 1946
- 1947
- 1948
- 1949
- 1950
- 1951
- 1952
- 1953
- 1954
- 1955
- 1956
- 1957
- 1958
- 1959
- 1960
- 1961
- 1962
- 1963
- 1964
- 1965
- 1966
- 1967
- 1968
- 1969
- 1970
- 1971
- 1972
- 1973
- 1974
- 1975
- 1976
- 1977
- 1978
- 1979
- 1980
- 1981
- 1982
- 1983
- 1984
- 1985
- 1986
- 1987
- 1988
- 1989
- 1990
- 1991

- 17 января: Фердинанд Маркос отменил военное положение в рамках подготовки к визиту Папы Иоанна Павла II.
- 20 января: Рональд Рейган вступил в должность 40-го президента США. Рейган избран на платформе, противостоящей уступкам разрядки.
- 20 января: Кризис с заложниками в Иране закончился после 444 суток переговоров.
- 1 апреля: США приостанавливают экономическую помощь Никарагуа.
- 19 августа: Инцидент в заливе Сидра: ливийские самолёты атакуют американские самолёты в заливе Сидра, аннексированном Ливией. Два ливийских самолёта сбиты; американских потерь нет.
- 21 сентября:
  - Белиз становится независимым от Великобритании.
  - 1500 британских солдат остаются в Гватемале, чтобы предотвратить возможное нападение на страну извне из-за территориальных споров.
- 6 октября: Убийство Анвара Садата в Каире.
- 27 октября: Советская подводная лодка У-137 садится на мель недалеко от шведской военно-морской базы в Карлскруне.
- 23 ноября: Центральное разведывательное управление США (ЦРУ) начинает поддерживать антисандинистских контрас.
- 13 декабря: Генерал Войцех Ярузельский, назначенный первым секретарём Польской объединённой рабочей партии, вводит военное положение, резко ограничивающее повседневную жизнь поляков, предотвращая таким образом советскую военную интервенцию в польский внутриполитический конфликт, одновременно подавляя силовыми методами профсоюз «Солидарность» и политическую оппозицию против коммунистического правления.